# Stackyard Green
Stackyard Green – przysiółek w Anglii, w hrabstwie Suffolk, w dystrykcie Babergh, w civil parish Monks Eleigh. Leży 4 mile (ok. 7 km) na północny zachód od Hadleigh.